# Clàudia Octàvia (escultura)
L'estàtua de Clàudia Octàvia fou descoberta a Rusel·les (Grosseto, Itàlia) a l'Augusteum (Temple d'August) el 1966, i ara es conserva al Museu Arqueològic i d'Art de la Maremma. Feta de marbre de Carrara, representa la germana de Claudi Tiberi Germànic Britànnic, filla de l'emperador Claudi i Valèria Messalina.

## Identificació
Charles Brian Rose proposà la identificació de l'estàtua amb Clàudia Octàvia tot basant-se en una inscripció molt fragmentària descoberta en el mateix context de les excavacions del 1966.

## Descripció
L'estàtua en la forma actual està composta per dos fragments separats: el cap i el cos. Les dues parts estaven connectades segons la situació dels fragments després de les excavacions del 1966. Aquest vincle entre el cap i el cos ja no sembla rellevant hui. El cap és en realitat el d'una nena de 9 o 10 anys, identificada com a Clàudia Octàvia. El cos, embolicat en una toga, amb la vora pintada de roig, és originàriament el d'un xiquet menut. Aquesta toga és el vestit típic dels joves prepúbers.

## Exposicions
Aquesta estàtua es va mostrar en aquestes exposicions:
- Exposició de Neró, del 12 d'abril al 18 de setembre del 2011, a Roma, a la Cúria Hostília;[4]
- Exposició Claude, un emperador amb un destí singular, de desembre del 2018 a març del 2019 al Museu de Belles Arts de Lió.[2]

Clàudia Octàvia, exposició al Museu de Belles Arts de Lió
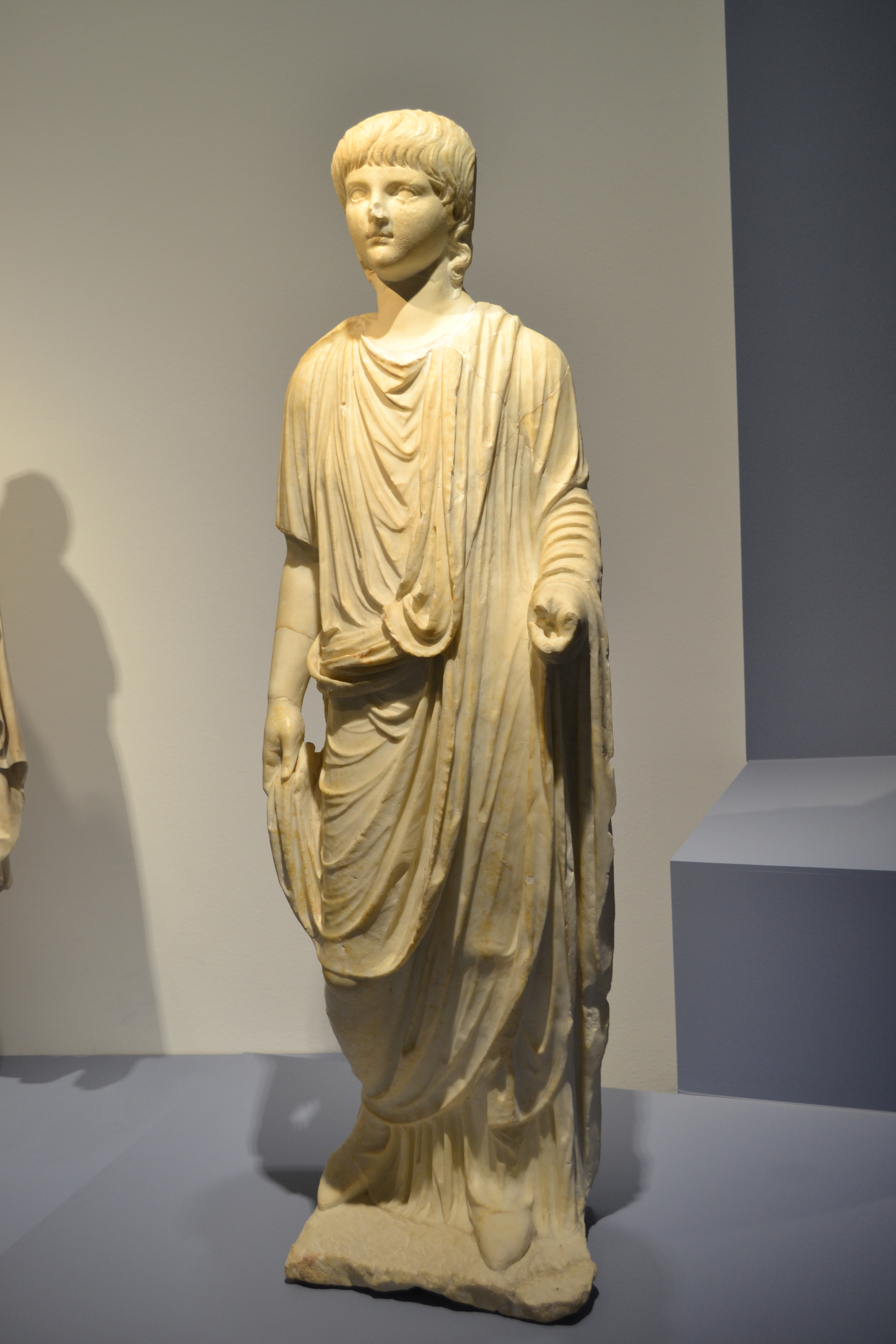
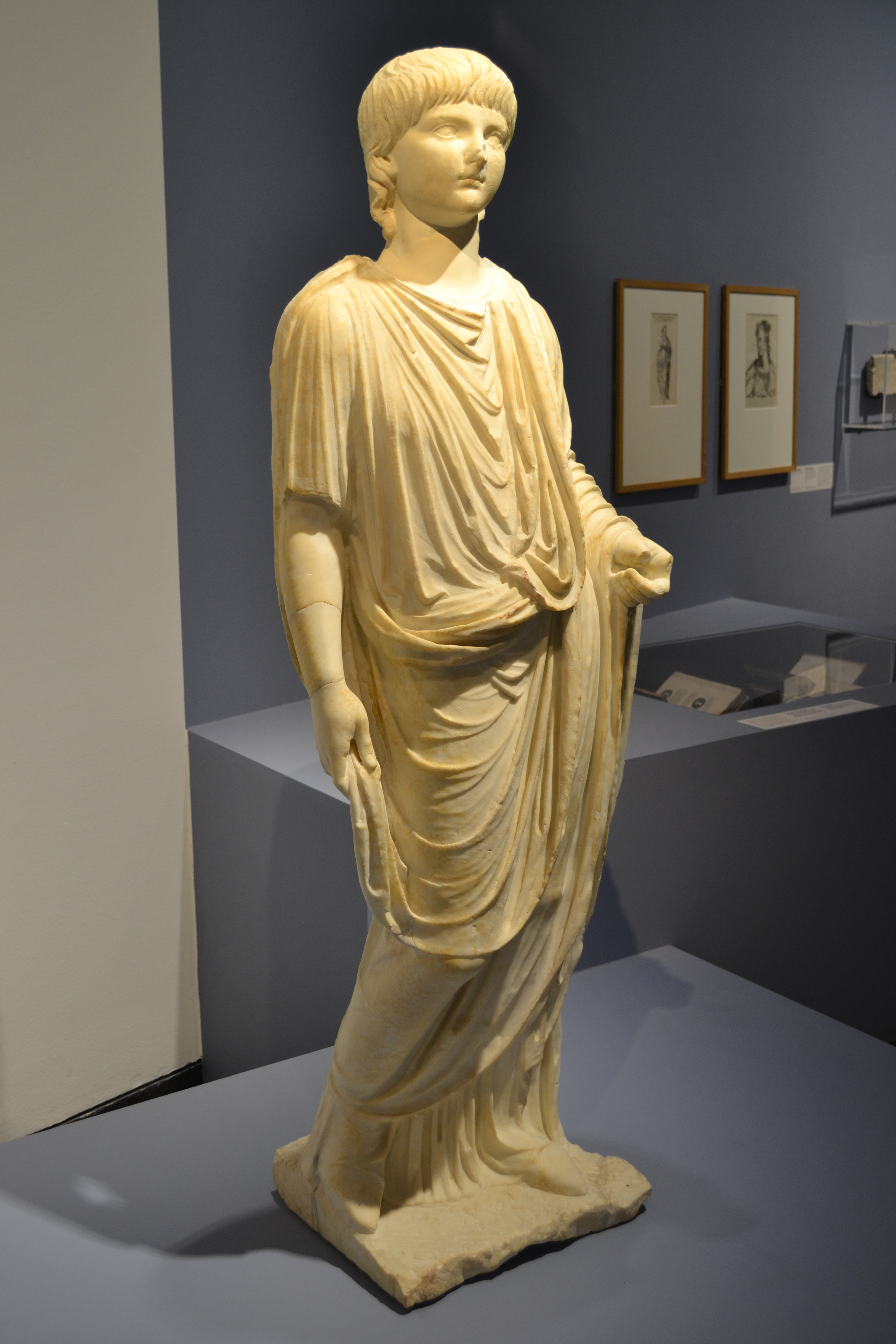
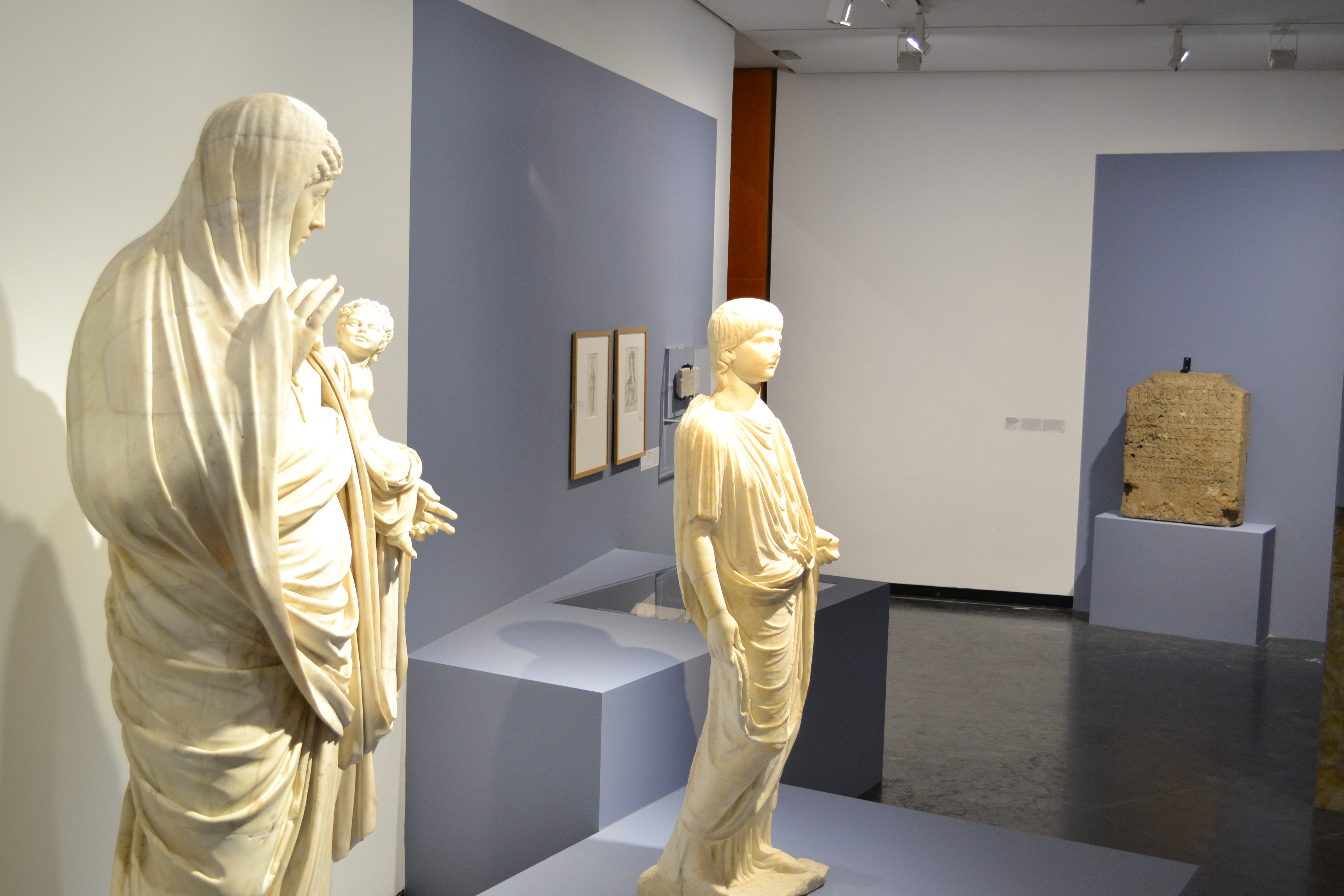
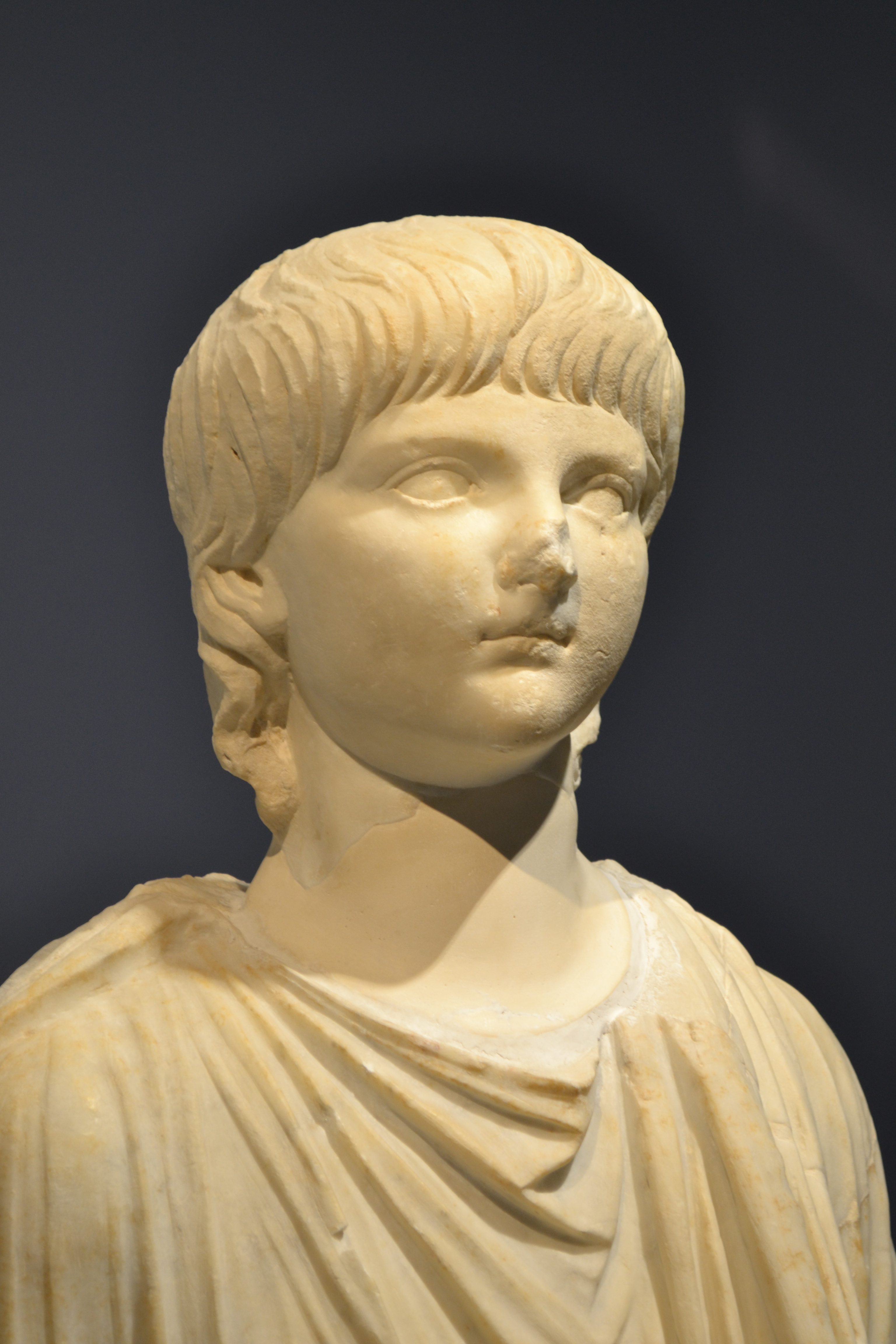